# Šarišské Sokolovce
Šarišské Sokolovce é um município da Eslováquia, situado no distrito de Sabinov, na região de Prešov. Tem 12,27 km² de área e sua população em 2018 foi estimada em 590 habitantes.

## Demografia
| Ano:        | 1994 | 2004   | 2014   | 2024    |
| ----------- | ---- | ------ | ------ | ------- |
| Broj ljudi: | 496  | 517    | 558    | 651     |
| Razlika:    |      | +4,23% | +7,93% | +16,66% |

| Ano:               | 2023 | 2024   |
| ------------------ | ---- | ------ |
| Número de pessoas: | 626  | 651    |
| Diferença:         |      | +3,99% |